# Кубанская область
Куба́нская о́бласть — административно-территориальная единица Российской империи, территория Кубанского казачьего войска, существовавшая с 1860 по 1918 год. Административный центр — город Екатеринодар.

## География
Область простиралась от 46°50' до 43°10' с.ш. и от 37° до 43° в.д. (от Гринвича). Самая северная часть её лежит у Ейского лимана, а самая южная — на главном Кавказском хребте, недалеко от Эльбруса.
Площадь области — 94 360 км² (82 909 кв. вёрст), то есть 1/5 часть всего Кавказского края.
На западе Кубанская область омывалась Азовским морем, Керченским проливом и небольшой частью Чёрного моря, на юге граничила с Черноморской губернией и Кутаисской губернией, от которых отделялась главным Кавказским хребтом; на востоке с Терской областью (отделяясь от неё Эльбрусом и его отрогами, составляющими водораздел между бассейном Кубани с одной стороны, Терека и Кумы с другой) и с Ставропольской губернией; к северу — с областью Войска Донского, от которой отделялась речкой Ея и притоком её Куго-Ея. Азовское море принадлежало к Кубанской области от Ейского лимана до Керченского пролива, а Чёрное море лишь на небольшом протяжении (около 70 верст = 74,67 км.).

### Современное состояние
На территории бывшей Кубанской области расположены следующие субъекты современной Российской Федерации: бо́льшая часть Краснодарского края (в который также вошла почти вся территория бывшей Черноморской губернии и территории севернее Еи — Куго-Еи, относившиеся к области Войска Донского), Адыгея полностью, почти вся Карачаево-Черкесия (за исключением бассейна Подкумка), запад и юго-запад Ставропольского края, южная часть Егорлыкского района Ростовской области.

## История
8 февраля 1860 года с целью упрощения управления и упорядочения территорий, занятых казачьими войсками, был издан указ о выделении из Ставропольской губернии правого крыла Кавказской линии и наименовании его Кубанской областью.
Первоначально казачьи поселения области входили в 3 округа (Ейский, Екатеринодарский, Таманский). Остальная часть области распределялась между
- 6-ю бригадами: 1-я (полковое правление в станице Ладожской), 2-я (полковое правление в станице Прочноокопской), 3-я (полковое правление в станице Николаевской), 4-я (полковое правление в станице Баталпашинской), 5-я (полковое правление в станице Отрадной), 6-я (полковое правление в станице Лабинской),
- 7-ю полками: 22-й (полковое правление в станице Царской), 23-й (полковое правление в станице Ханской), 24-й (полковое правление в станице Пшехской), 25-й (полковое правление в станице Хадыженской), Псекупский (полковое правление в станице Ключевой), Абинский (полковое правление в станице Холмской), Адагумский (полковое правление в станице Анапской) и
- Шапсугским береговым батальоном (штаб-квартира в станице Джубгской).

Административная картина области дополнялась системой военно-народных округов на территории расселения горцев. В июне 1865 года было создано 5 округов: Зеленчукский, Лабинский, Псекупский, Урупский и Эльбрусский (Карачаевский).
30 декабря 1869 года все старые административные единицы были упразднены, а вместо них образованы 5 уездов: Баталпашинский, Ейский, Екатеринодарский, Майкопский и Темрюкский. 27 января 1876 образованы Закубанский (центр – мест. Горячий Ключ) и Кавказский (центр – селение Армавир) уезды. В 1888 году вместо 7 уездов учреждались 7 отделов: Баталпашинский, Ейский, Екатеринодарский, Кавказский, Лабинский, Майкопский и Темрюкский. Одновременно в состав губернии вошёл Черноморский округ, ранее бывший самостоятельным (в 1896 году он выделился в отдельную Черноморскую губернию).
28 января 1918 года Кубанской краевой войсковой Радой во главе с Н. С. Рябоволом, на землях бывшей Кубанской области была провозглашена независимая Кубанская народная республика со столицей в Екатеринодаре.
После того, как в марте 1918 года Красная Армия заняла «столицу Кубани» – Екатеринодар, 16 апреля 1918 года ими была образована Кубанская советская республика.

## Органы власти

### Административное деление

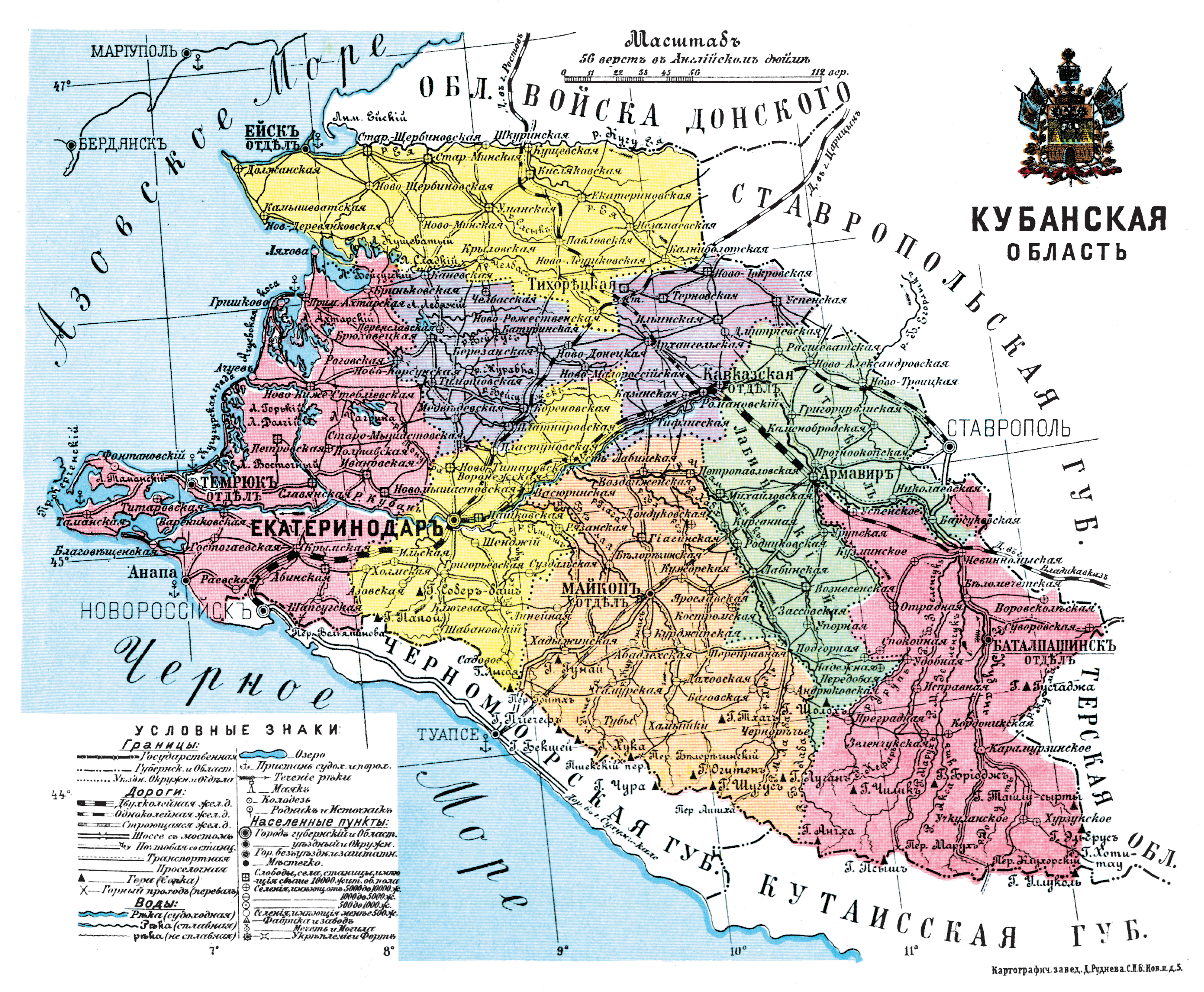
Карта административно-территориального деления Кубанской области на 1913 год.

В начале XX века в область входило 7 отделов:
| № | Отдел            | Центр                              | Площадь, вёрст² | Население (1897), чел. |
| - | ---------------- | ---------------------------------- | --------------- | ---------------------- |
| 1 | Баталпашинский   | ст-ца Баталпашинская (11 473 чел.) | 12 010,0        | 215 400                |
| 2 | Ейский           | ст-ца Уманская (11 137 чел.)       | 14 568,6        | 277 300                |
| 3 | Екатеринодарский | г. Екатеринодар (65 606 чел.)      | 6 141,3         | 245 173                |
| 4 | Кавказский       | ст-ца Кавказская (8 293 чел.)      | 11 298,9        | 249 182                |
| 5 | Лабинский        | г. Армавир (18 113 чел.)           | 9 317,9         | 305 733                |
| 6 | Майкопский       | г. Майкоп (34 327 чел.)            | 14 613,6        | 283 117                |
| 7 | Темрюкский       | ст-ца Славянская (15 167 чел.)     | 13 266,2        | 342 976                |

В 1910 году Темрюкский отдел был переименован в Таманский.

### Начальники области
| Ф. И. О.                            | Титул, чин, звание      | Время замещения должности |
| ----------------------------------- | ----------------------- | ------------------------- |
| Иванов Николай Агапович             | генерал-майор           | 1860—1862                 |
| Евдокимов Николай Иванович          | граф, генерал-лейтенант | 1862—1863                 |
| Сумароков-Эльстон Феликс Николаевич | граф, генерал-лейтенант | 1863—1869                 |
| Цакни Михаил Аргирьевич             | генерал-лейтенант       | 1869—1873                 |
| Кармалин Николай Николаевич         | генерал-лейтенант       | 1873—1882                 |
| Шереметев Сергей Алексеевич         | генерал-лейтенант       | 1882—1884                 |
| Леонов Георгий Алексеевич           | генерал-лейтенант       | 29.03.1884—21.01.1892     |

### Губернаторы
| Ф. И. О.                      | Титул, чин, звание | Время замещения должности |
| ----------------------------- | ------------------ | ------------------------- |
| Малама Яков Дмитриевич        | генерал-лейтенант  | 21.02.1892—11.11.1904     |
| Одинцов Дмитрий Александрович | генерал-лейтенант  | 11.11.1904—03.02.1908     |
| Бабич Михаил Павлович         | генерал-лейтенант  | 03.02.1908—1917           |

### Помощники начальника области
| Ф. И. О.                      | Титул, чин, звание               | Время замещения должности |
| ----------------------------- | -------------------------------- | ------------------------- |
| Николич Николай Иванович      | действительный статский советник | 11.11.1870—01.07.1888     |
| Малама Яков Дмитриевич        | генерал-майор                    | 01.07.1888—07.02.1890     |
| Яцкевич Владимир Авксентьевич | генерал-майор                    | 21.03.1890—06.07.1898     |
| Бабич Михаил Павлович         | генерал-майор                    | 06.05.1899                |

## Население
По результатам первой всеобщей переписи населения Российской Империи в 1897 г. численность населения Кубанской области составляла 1 918 881 человек. 

Национальный состав по языку в 1897 году:
| Отдел            | малороссы | великороссы | черкесы, адыгейцы, кабардинцы | карачаевцы, балкарцы | немцы | греки | армяне | абхазы и абазины | ногайцы |
| ---------------- | --------- | ----------- | ----------------------------- | -------------------- | ----- | ----- | ------ | ---------------- | ------- |
| Область в целом  | 47,4 %    | 42,6 %      | 2,0 %                         | 1,4 %                | 1,1 % | 1,0 % | …      | …                | …       |
| Баталпашинский   | 27,1 %    | 41,9 %      | 5,7 %                         | 12,5 %               | 2,0 % | …     | …      | 3,9 %            | 2,7 %   |
| Ейский           | 73,9 %    | 23,6 %      | …                             | …                    | …     | …     | …      | …                | …       |
| Екатеринодарский | 51,8 %    | 34,2 %      | 8,1 %                         | …                    | …     | 1,4 % | 1,1 %  | …                | …       |
| Кавказский       | 45,8 %    | 51,1 %      | …                             | …                    | 1,6 % | …     | …      | …                | …       |
| Лабинский        | 18,9 %    | 75,2 %      | …                             | …                    | 1,9 % | …     | 1,7 %  | …                | …       |
| Майкопский       | 31,3 %    | 56,9 %      | 4,9 %                         | …                    | …     | …     | …      | 2,1 %            | …       |
| Темрюкский       | 75,2 %    | 17,1 %      | …                             | …                    | …     | 4,0 % | …      | …                | …       |

Национальный состав Кубанского округа по данным переписи населения СССР 1926 года:
| национальность | численность | %      |
| -------------- | ----------- | ------ |
| украинцы       | 915 450     | 62,2%  |
| русские        | 498 102     | 33,8%  |
| армяне         | 21 023      | 1,4%   |
| белорусы       | 8 434       | 0,6%   |
| немцы          | 7 255       | 0,5%   |
| всего          | 1 472 548   | 100,0% |

Этнографическая карта области по спискам 1882 года 

## Символика
Герб современного Краснодарского края России в основе имеет изображение исторического герба Кубанской области Российской империи.